# Antoni Ławrynowicz (ksiądz)
Antoni Tomasz Ławrynowicz in. Antoni Tomasz Łaurynowicz (ur. 20 grudnia 1750, zm. po 1796) – polski ksiądz, pedagog, bajkopisarz, autor zbioru Pół kopy bajek z 1789 roku.
Uczył się najpierw w kolegium jezuickim w Poszawszu, po jego ukończeniu 21 sierpnia 1766 roku wstąpił do zakonu jezuitów. Pod nowicjacie w latach 1769-1772 studiował retorykę i filozofię na Uniwersytecie Wileńskim. W roku szkolnym 1773/1774 był nauczycielem w jezuickim kolegium wileńskim, następnie po kasacie zakonu jezuitów w Szkole Wojewódzkiej w Mińsku, od 1777 roku wykładowca na Uniwersytecie Wileńskim. W okresie ukończył teologię na Uniwersytecie Wileńskim, uzyskał doktorat z filozofii oraz święcenia kapłańskie. Pod koniec lat 80. XVIII wieku został proboszczem w parafii Wniebowzięcia Najświętszej Maryi Panny w Puńsku. Kanonik inflancki najprawdopodobniej po 1793 roku. W 1796 roku wzmiankowany jako osoba żyjąca, być może w latach 1800-1802 był w klasztorze w Witebsku, dalsze losy oraz miejsce i data śmierci pozostają nieznane.

## Twórczość
- Pół kopy bajek. Grodno: 1789. Brak numerów stron w książce[1][2]
- Mowa pogrzebowa (wygłoszona w Sejnach podczas pogrzebu Róży z Platerów Strutyńskiej) [obecnie tylko informacja biliograficzna, w 1936 obecna w zbiorach Biblioteki Uniwersyteckiej w Wilnie]. Grodno: 1793. Brak numerów stron w książce[1][2]